# Langtandje
Het langtandje (Tapinopa longidens) is een spin uit de familie hangmatspinnen (Linyphiidae).
Het langtandje wordt 3,5 tot 5 mm groot. Het prosoma is bruin met twee lengtestrepen aan de zijkant. Het opisthosoma is bruin met donkere vlekken. De poten zijn lichtbruin met onduidelijke vlekken. De spin heeft opvallend lange cheliceren, vandaar zijn naam. De soort maakt zijn web in bossen, onder stenen en dood hout. Het langtandje wordt aangetroffen in het westelijk deel van het Palearctisch gebied.